# Caserus convexus
Caserus convexus es una especie de coleóptero de la familia Mycetophagidae.

## Distribución geográfica
Habita en Brasil.